# 太平市议会
太平市议会（简称“MPT”）是马来西亚霹雳州太平地区的地方政府，隶属霹雳州政府。
太平市议会于1979年9月1日在1976年地方政府下成立，辖区包括太平和武吉甘当等国席，总面积为186.46平方（71.99平方英里）。市议会的职责为负责为辖区进行规划、文物保护、公共和环境卫生、废物管理、交通管理、环境保护、建筑控制、社会经济发展以及维护辖区内一般的基础设施。

## 历史
太平在1860年拉律战争前的名字为吉辇埔“Klian Pauh”，其中吉辇在马来古文中有“锡”的意思，埔则是一种土生芒果，这个地名在1875年拉律战争结束后便由英殖民政府取中文“珍惜和平、天下太平”之含义改用中文“太平”命名。太平也曾在1875至1937年间成为霹雳州首府，共长达62年，过后才被怡保所取代。
太平市的第一个管理机构为1874年成立的太平清洁机构（Sanitary Board），1930年升格为镇公所，并在1956年独立前成为一个管辖面积达33.67平方公里且拥有财政自主的市议会，随后在1979年9月1日成为管辖面积为165.70平方公里的太平市议会。

## 辖区

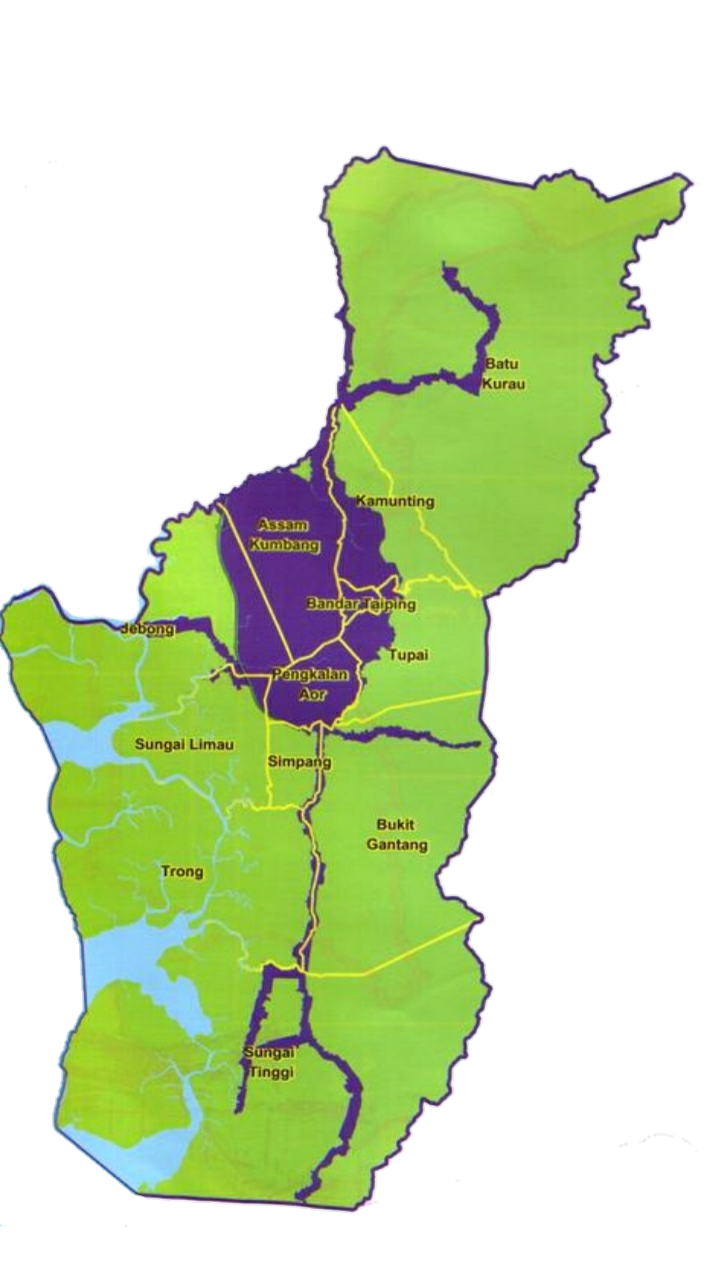
太平市议会辖区，绿色部分为控制区而紫色部分为市区

随着太平不断发展，市议会的管辖面积现今为186.46平方公里，占拉律峇登县（1355.99平方公里）的七分之一以及其下的12个巫金。而太平市议会的管辖区域也可分为市镇和控制区。其中主要市镇有太平市、甘文丁、新板、直弄、十八丁、武吉甘当、亚三古邦、峇都古劳等地区。

## 组织图表
太平市议会由一名主席、一名秘书和23名市议员组成。市长由霹雳州政府委任，任期为两年，市议员的任期同样为两年。
目前市厅的市长为自2014年4月16日担任至今的阿都拉欣，秘书则为波汉。

### 市议员
以下为2018年最新的太平市议会的23名市议员，新一届市议员自2018年7月27日起上任，直到2019年12月届满，为期18个月。在地方政府法令下，一届市议员任期不可超过3年，但可重新受委。
| 市议员                                       | 政党 | 政党       |
| -------------------------------------------- | ---- | ---------- |
| 阿都拉欣（Abd Rahim Md Ariff）               |      | 主席       |
| 许荣联（Khaw Eng Lien）                      |      | 民主行动党 |
| 刘长一（Lau Chang Ee）                       |      | 民主行动党 |
| 陈绘丝（Chin Huicy）                         |      | 民主行动党 |
| 黄健业（Ng Kean Yeap）                       |      | 民主行动党 |
| 王星元（Ong Seng Guan）                      |      | 民主行动党 |
| 黄书文（Ng Su Voon）                         |      | 民主行动党 |
| 郑弼升（Chang Pik Sheng）                    |      | 民主行动党 |
| 黄志忠（Ng Chi Chong）                       |      | 民主行动党 |
| 廖皎韵（Leow Chiow Yuen）                    |      | 民主行动党 |
| 关国富（Kuang Kok Hoo）                      |      | 民主行动党 |
| 佐金（Jokin a/l Nayana Manikam）             |      | 民主行动党 |
| 梁文毅（Leong Woon Yin）                     |      | 民主行动党 |
| 莫哈末沙益（Mohd. Saad Ismail）              |      | 國家誠信黨 |
| 莫哈末雅谷（Mohd. Yaakob Abdullah Puad）     |      | 國家誠信黨 |
| 纳里拉惹（Naliraja a/l Sengodan）            |      | 國家誠信黨 |
| 沙鲁汀（Sharudin Ahmad Sani）                |      | 國家誠信黨 |
| 莫哈末阿祖安（Mohd. Azuan Ismail）           |      | 國家誠信黨 |
| 王菱翠（Ong Ling Cui）                       |      | 人民公正黨 |
| 英丹（Intan Sharina Sharudin）               |      | 人民公正黨 |
| 依布拉欣纳西（Ibrahim Nasser Baruk Ibrahim） |      | 人民公正黨 |
| 朱马迪（Jumaidi Bukhiar）                    |      | 土著团结党 |
| 富安汀（Fuaddin Kamaruddin）                 |      | 土著团结党 |